# Kvintil
Kvintil, puno ime Marcus Aurelius Claudius Quintillus, bio je jedan od braće rimskog cara Klaudija Gotskog i od 270. car Rimskog Carstva.

### Ostali projekti
|  | Zajednički poslužitelj ima još gradiva o temi Kvintil |